# Тимофіїв Михайло Миколайович
Михáйло Миколáйович Тимофíїв (народився 24 жовтня 1944 в селі Мишин Коломийського р-ну Івано-Франківської обл.) — український фольклорист, виконавець на народних музичних інструментах (фрілка, флояра, дідик, джоломіґа, зозуля, ребро, сопілка, тилинка, вабці), диригент, композитор, педагог, лауреат багатьох музичних конкурсів, член Коломийського осередку НТШ (від 1998), відмінник освіти України (2007), заслужений майстер народної творчості України (25. 05. 2009).

## Освіта
Закінчив Коломийське педучилище (муз. відділ, 1966), Дрогобицький педагогічний інститут ім. І. Франка (муз.-пед. факультет, 1967—1971).

## Діяльність
Працював концертмейстером, викладачем кафедри теорії, історії музики та гри на музичних інструментах (1971—1973) Дрогобицького державного педагогічного інституту ім. І. Франка (займався удосконаленням будови фрілки і сопілки, збільшуючи кількість великих і малих отворів, що розширило діапазон звучання інструментів й було гідно сприйнято вченою радою інституту і стало поштовхом для відкриття в Дрогобицькому педінституті ім. І. Франка класу гри на фрілці й сопілці, а згодом в інших навчальних інституціях Львова, Луцька, Рівного, Теребовлі, Івано-Франківська, Коломиї, Калуша), викладачем музичного відділу Коломийського педучилища, нині педагогічного коледжу (1973—2012), викладачем Коломийського педагогічного інституту (філія Прикарпатського університету ім. В. Стефаника, від 1999).
Керував оркестром народних інструментів у Дрогобицькій середній школі № 1 (1968—1971), ансамблем сопілкарів у Дрогобицькому будинку вчителя (1970), оркестром українських народних інструментів «Заграва» (1970—1971), оркестром народних інструментів «Гуцулія» Коломийського районного будинку культури (1978—1984, увів до складу оркестру такі народні музичні інструменти, як козобас, бугай, трембіта, дримба, соловейко, гуцульське ребро, тилинка, що спричинилося до зростання художньо-виконавської майстерності колективу), оркестром українських народних інструментів Коломийського педучилища, яким керував 27 років (1973—2000).
Численні концерти в Україні, Румунії, Польщі, виступи на радіо і телебаченні знаходили схвальні і захопливі відгуки у пресі: «Советский Союз», «Клуб и художественная самодеятельность», «Социалистическая культура», «Ранок», «Музика», «Дзвін», «Україна». У репертуарі М. Тимофіїва-соліста твори класиків та сучасних українських композиторів у супроводі камерного оркестру чи фортепіано, а саме Й. Гайдна, Ж. Б. Сенайє, К. Глюка, Й.-С. Баха, Р. Глієра, Л. Обера, М. Лисенка, М. Корчинського, І. Вимера та ін. Гру М. Тимофіїва було записано фірмою «Мелодія» (1984) та спільним канадсько-українським підприємством «Кобза» (магнітоальбом «Музичні інструменти Гуцульщини», 1987).
Переможець популярного телетурніру «Сонячні кларнети». За його участю знято кінострічки «Мелодії гірського краю» (фольклорно-етнографічний фільм) та «Карпатські джерела», режисером яких є Олег Бійма. Цікавою і оригінальною є участь М. Тимофіїва у художніх фільмах, як, наприклад: «Гори димлять» (за Я. Галаном) — звучить фрілка і дідик; «Останній бункер» — виступ «Троїстих музик»; художній двосерійний фільм режисера Ю. Іллєнка «Фучжоу»; «Пастка» (реж. О. Бійма), де у другій серії М. Тимофіїв грає на флоярі, а у третій — на скрипці; «Іван Франко. Міфи і реальність» (кіностудія «Кінематографіст», директор Череповська Г., Київ, 2006).

## Майстер народних інструментів
Впродовж 45 років М. Тимофіїв виготовив майже 800 народних духових інструментів (фрілки й сопілки різних строїв, тилинки, флояри, дводенцівки, окарини, ребра, дідики тощо). Майстер удосконалив багато з цих інструментів так, що тепер на них можна виконувати не тільки народну, а й симфонічну музику.
На цих музичних інструментах сьогодні грають сопілкарі музичних шкіл Коломиї і Косова:
- ансамбль сопілкарів музичної школи мистецтв смт. Гвіздець Коломийського району (керівник Віталій Сімко),
- сопілкар Петро Яремчук (м. Богородчани Надвірнянського району Івано-Франківської області),
- лауреат Всеукраїнських та Міжнародних конкурсів Олесь Журавчак (м. Київ),
- заслужений артист України Юрій Гвоздь (м. Київ),
- заслужений і народний артист України Мирослав Бабчук (м. Тернопіль),
- заслужений працівник культури України Танасій Малиш (м. Калуш Івано-Франківської області),
- заслужений артист України Микола Петрина (м. Черкаси) та інші.

Серед зарубіжних колективів:
- Оркестр Святого Миколая й інструментальна капела традиційної музики «Drzewutnia» із Польщі,
- вокально-інструментальний гурт «Чанкішоу» (Чехія),
- студентський фольклорний ансамбль «Gramnitsy» під керівництвом професора В.Зеневича (Білорусь), Окремі виконавці:
- Андрій Підківка та Андрій Мілявський (США),
- Петро і Олександр Бойчуки з Канади та інші.

## Організатор і член журі фольклорних фестивалів
Постійний член журі міжнародних фольклорних фестивалів «Коломийка» (1994, 1996, 1998, 2000, 2002, 2004, 2006, 2008, 2010), VII Всеукраїнського фестивалю-конкурсу молодих виконавців української народної музики «З народного джерела» у Рівному (2007), учасник Міжнародного фестивалю етнічної музики та ленд-арту «Шешори-2004», в однойменному гуцульському селі на Івано-Франківщині. Ідейний натхненник та організатор автентичного дійства «Коломийська Гуцульщина», яке відбувалося у рамках XVI Міжнародного гуцульського фестивалю (2006).

## Твори
- Оркестрові твори — музичні картини «Свято в Карпатах» (1970), «Гуцульська фантазія» для фрілки з оркестром (1973), елегія «Пам'ять» (1973), «Легенда про Довбуша» (1977), «Вівчарські світанки» (1978), «Купальські ігри» (1979), «Балада про Злуку» (1980), «Мелодії гір» (1980), «Карпатські візерунки» (1980), віночок українських народних мелодій «Прикарпатська полька» (1981);
- обробки народних пісень для оркестрів народних інструментів — «Глибока кирниця» (1974), «Віночок з українських народних мелодій» (1979), «Перепілонька» для мішаного хору та соло сопрано (1974), «Ой у полі тихий вітер віє» для сопр. в супроводі бандури (1985); для ребра соло — «Молдавська хора» (1979); для окарини, дримби — «Візитка» (1978), «Коло потічка» (1980), «Думка і козачок» (1982) та ін.;
- вокальні твори — «Пишайся рідна Батьківщино» (1973, на сл. О. Журливої), «Чарівний край» (1973, на сл. М. Тимофіїва), «Дума про Роксолану» (1986), «Зоря надії» (1991 на вл. сл.), «Солов'їний день» (1991, на сл. С. Пушика), «Дороги серця» (на сл. Р. Юзви), «Гарт болю» (1986) і «Калина» (1987 на сл. М. Підгірянки), «Співаночка» для сопрано в супроводі бандури (2009, на сл. О. Олеся), «Посадила гарбузи» для сопрано в супроводі бандури (2010, на сл. Н. Яців), «Чарівний край» (1973) та «Зоря надії» (1991, на сл. М. Тимофіїва); хоровий твір з фортепіанним супроводом пісня-марш освітянської молоді «Жиймо у згоді» (1978);
- музика до театральних вистав — «Зимовий вечір» Михайла Старицького (1978, реж. Василь Симчич), «Верховинці» Юзефа Коженьовського (1987, реж., Дмитро Чиборак, нині народний артист України).

## Публікації
Окремі видання:
- Троїсті музики // Музика. — 1972. — № 3.
- Самозвучні й ударно-перетинкові музичні інструменти гуцулів // Гуцульщина: перспективи її соціально-економічного і духовного розвитку в незалежній Україні: Матеріали наукової конференції першого світового конгресу гуцулів в Івано-Франківську 17-18 серпня 1993 року. — Івано-Франківськ-Коломия, 1994. — С. 51-54.
- Музичні інструменти Гуцульщини: група самозвучних // Musika Galiciana. — Львів: Сполом, 1999. — С. 209—234.
- Безсмертя пам'яті // Освітянське слово. — 2008. — № 12. — 30 квітня.
- Гуцульські музичні інструменти з обертоновим інтонуванням: тилинка, трембіта, дримба // Філоненко Л., Німилович О. Фольклористична діяльність Михайла Тимофіїва. Вид. друге, випр. і доп. — Івано-Франківськ: «Місто НВ», 2012. — С. 44-47.
- Незабутній Василь Якубяк: 100-та річниця від дня народження // Українська музика: науковий часопис. — Львів, 2012. — С. 107—109.